# العلاقات الفلسطينية المجرية
العلاقات الفلسطينية المجرية هي العلاقات الدولية بين دولة فلسطين والجمهورية المجرية. تمتلك دولة فلسطين سفارة لها في العاصمة المجرية بودابست، وللمجر مكتب ممثلية دبلوماسية في رام الله، وقنصلية فخرية في بيت لحم.

## التاريخ
في 15 فبراير 2022، استدعت وزارة الخارجية والمغتربين الفلسطينية السفير المجري لديها على خلفية إنشاء توأمة بين مدينة مجرية ومجلس المستوطنات الإسرائيلية في شمال الضفة الغربية (مجلس شمرون الإقليمي).
في 18 نوفمبر 2023، أعلن مجلس بلدي رام الله عن قراره بإزالة تسمية شارع هنغاريا في المدينة ردًا على تصويت المجر في الأمم المتحدة ضد قرار وقف إطلاق النار في غزة إبان الحرب الفلسطينية الإسرائيلية 2023.
في 3 أبريل 2025، اعتبرت وزارة الخارجية الفلسطينية استقبال المجر لرئيس الوزراء الإسرائيلي الصادر بحقه مذكرة اعتقال من المحكمة الجنائية الدولية استخافًا بالقانون الدولي والعادلة الدولية، وطالبت الحكومة المجرية التراجع عن سياساتها والالتزام بالقانون الدولي وما صدر عن الجنائية الدولية بالقبض على نتنياهو.

### التمثيل الدبلوماسي
اُفتتح مكتب ممثلية منظمة التحرير الفلسطينية لدى المجر خلال حُكم جمهورية المجر الشعبية، والتي اعترفت لاحقًا بدولة فلسطين في 23 نوفمبر 1988.
في سبتمبر 2017، قدم سفير المجر كسابا رادا أوراق اعتماده إلى وزير الخارجية الفلسطيني رياض المالكي. وفي فبراير 2018، أعاد تقديمها إلى الرئيس الفلسطيني محمود عباس.